# Changzhoudao Airport
Changzhoudao Airport är en flygplats i Kina. Den ligger i den autonoma regionen Guangxi, i den södra delen av landet, omkring 310 kilometer öster om regionhuvudstaden Nanning. Changzhoudao Airport ligger 27 meter över havet.
Runt Changzhoudao Airport är det ganska tätbefolkat, med 149 invånare per kvadratkilometer. Närmaste större samhälle är Wuzhou, 7,6 km öster om Changzhoudao Airport. Trakten runt Changzhoudao Airport består till största delen av jordbruksmark.
Genomsnittlig årsnederbörd är 2 157 millimeter. Den regnigaste månaden är maj, med i genomsnitt 341 mm nederbörd, och den torraste är februari, med 39 mm nederbörd.